# Carmelo Borg Pisani
Carmelo Borg Pisani (Senglea, 10 de agosto de 1914 - Paola, 28 de noviembre de 1942) fue un activista y agente secreto maltés que estuvo vinculado al fascismo italiano y al irredentismo italiano en Malta. En el transcurso de la Segunda Guerra Mundial realizó labores de espionaje para el Reino de Italia como miembro de los camisas negras. Tras una operación fallida que buscaba facilitar la invasión tripartita de Malta, fue detenido por las fuerzas británicas, condenado a muerte y ejecutado por ahorcamiento en la prisión de Corradino.

## Biografía
Nació en 1914 en la ciudad maltesa de Senglea, en el seno de una familia ligada al irredentismo italiano en Malta. En una época marcada por el dominio colonial británico y los distintos procesos de anglicanización, Pisani había sido matriculado en el liceo italiano Umberto I de La Valeta y después se marchó a Italia para estudiar en la Academia de Bellas Artes de Roma.
Desde joven había participado en organizaciones vinculadas al fascismo italiano, tales como la Casa del Fascio de La Valeta y la sección maltesa de la Organización Juvenil Italiana en el Exterior (OGIE), donde comenzó a defender la integración de Malta en el Reino de Italia que entonces gobernaba el dictador Benito Mussolini. Estas convicciones se vieron reforzadas tras instalarse en una residencia para malteses donde convivió con el grueso del irredentismo italiano.
Tras afiliarse al Partido Nacional Fascista participó en la publicación de periódicos clandestinos contra el mandato colonial en Malta. Con el estallido de la Segunda Guerra Mundial, Pisani renunció a la ciudadanía británica y trató de servir a los intereses del Ejército italiano. Si bien había sido rechazado para el combate por su miopía, sí fue admitido en la Milicia Voluntaria gracias a varias cartas de recomendación. Durante el conflicto participó en acciones como la invasión de Cefalonia y recibió formación militar en la Milicia de Artillería de Mesina.
En mayo de 1942 se había ofrecido voluntario para participar en una misión de espionaje en Malta, como vanguardia de un futuro plan de invasión previsto por las potencias del Eje. El espía desembarcó en solitario el 18 de mayo en los acantilados de Dingli y trató de refugiarse en una cueva, pero se vio sorprendido por el temporal y no pudo salir de allí; tuvo que ser rescatado por un buque patrullero del Ejército británico, y a su ingreso en el hospital naval fue reconocido por el médico Tom Warrington, un vecino de su ciudad natal, que le delató ante las autoridades aliadas.
Durante un tiempo se le mantuvo bajo arresto domiciliario para sonsacarle información, pero después fue trasladado a la prisión de Corradino y juzgado por un tribunal especial. El 19 de noviembre de 1942, Pisani fue condenado a muerte por traición, alzamiento y conspiración contra el gobierno de Su Majestad. El activista trató de evitar la pena capital alegando que era un prisionero de guerra, pues formalmente había renunciado a la nacionalidad británica y se consideraba extranjero, pero esa estrategia no fue reconocida por el tribunal. La sentencia fue ejecutada por ahorcamiento a las 7:34 horas del 28 de noviembre en el mismo centro penitenciario.
Los restos mortales de Pisani permanecen enterrados en un osario del cementerio de Paola. 